# Alexis Wajsbrot

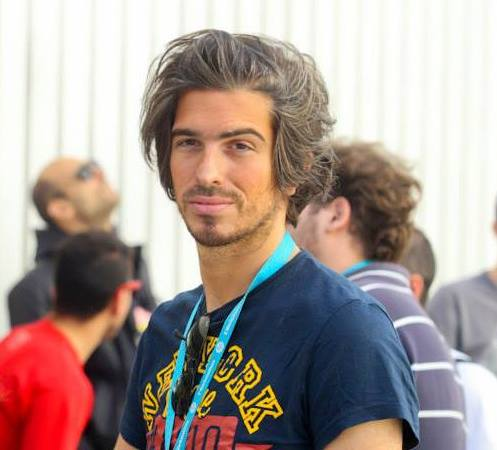
Alexis Wajsbrot 2013

Alexis Wajsbrot (* in Paris) ist ein französischer Filmregisseur, Produzent und Visual Effects Supervisor.

## Leben
Alexjs Wajsbrot begann seine Filmkarriere im Bereich Visuelle Effekte und Computergrafik. Als CG Supervisor und Visual Effects Supervisor betreute er zahlreiche Filmproduktionen, darunter Thor: Tag der Entscheidung (2017) und Guardians of the Galaxy Vol. 3 (2023). Für die visuellen Effekte bei Guardians of the Galaxy Vol. 3 wurde er für einen Oscar, einen Saturn Award und einen BAFTA nominiert. 2014 gewann er einen VES Award für den Science-Fiction-Film Gravity.
Alexjs Wajsbrots Regiedebüt war der Kurzfilm Red Balloon – Allein in der Nacht, ein 13-Minuten-Thriller, bei dem er zusammen mit Damien Mace Regie führte. Die beiden gründeten zu diesem Zweck die gemeinsame Firma WM Filmakers. Der Film wurde auf zahlreichen Festivals gezeigt und erhielt den Directorial Discovery Award beim Rhode Island International Horror Film Festival.
2017 drehte er mit Mace den Horrorfilm Don’t Hang Up als Langfilmdebüt.

## Filmografie (Auswahl)

### Regie
- 2010: Red Balloon – Allein in der Nacht (Red Balloon) (Kurzfilm)
- 2016: Don’t Hang Up

### Visual Effets & Computergrafik
- 2007: Harry Potter und der Orden des Phönix (Harry Potter and the Order of the Phoenix)
- 2007: Sweeney Todd – Der teuflische Barbier aus der Fleet Street (Sweeney Todd: The Demon Barber of Fleet Street)
- 2008: Cloverfield
- 2009: Harry Potter und der Halbblutprinz (Harry Potter and the Half-Blood Prince)
- 2009: G.I. Joe – Geheimauftrag Cobra (G.I. Joe: The Rise of Cobra)
- 2010: Wolfman
- 2010: Prince of Persia: Der Sand der Zeit (Prince of Persia: The Sands of Time)
- 2013: Iron Man 3
- 2013: Percy Jackson – Im Bann des Zyklopen (Percy Jackson: Sea of Monsters)
- 2013: Gravity
- 2014: Edge of Tomorrow
- 2016: Doctor Strange
- 2017: Thor: Tag der Entscheidung (Thor:Ragnarok)
- 2017: Geostorm
- 2019: Spider-Man: Far From Home
- 2020: Wonder Woman 1984
- 2021: Spider-Man: No Way Home
- 2022: Doctor Strange in the Multiverse of Madness
- 2022: Guardians of the Galaxy Holiday Special
- 2023: Guardians of the Galaxy Vol. 3